# Pedró de Santa Magdalena
El Pedró de Santa Magdalena és una obra del municipi de Vilafranca del Penedès (Alt Penedès) protegit com a bé cultural d'interès local.

## Descripció
El Pedró de Santa Magdalena està situat al final del carrer del mateix nom, a la confluència del carrer de l'Espirall i de la carretera de Vilafranca a Guardiola de Fontrubí. És un pilar de pedra de secció hexagonal amb coronament troncpiramidal de base quadrada. En una fornícula rectangular poc profunda i emmarcada per motllures gòtiques molt erosionades, hi ha la imatge de Santa Magdalena en rajoles de ceràmica vidriada.

## Història
Abans de trobar una instal·lació definitiva en el seu emplaçament actual, prop del cementiri, el Pedró de Santa Magdalena tingué ubicacions provisionals en diversos punts de la vila.